# Linh-Dan Pham
Pour les articles homonymes, voir Pham.
Linh-Dan Pham (nom parfois orthographié Linh Dan Pham) est une actrice franco-vietnamienne, née le 20 juin 1974 à Hô Chi Minh-Ville (à l’époque, Saïgon au Sud Vietnam).

## Biographie

### Origines, formation et première apparition au cinéma
Linh-Dan Pham naît le 29 mars 1974 à Saïgon au Sud-Vietnam.
Elle quitte son pays natal pour la France en 1975 alors qu'elle n'est âgée que d'un an. Elle passe son enfance en banlieue parisienne entre Aubervilliers, Bagneux, Clichy, Issy-les-Moulineaux et Sceaux. Après un court séjour aux Pays-Bas, elle est engagée en 1991, à l’âge de 17 ans, pour le rôle de Camille, la fille adoptive du personnage interprété par Catherine Deneuve dans Indochine de Régis Wargnier, film pour lequel elle est nommée en 1993 au César du meilleur jeune espoir féminin.
Après ce début extraordinaire, elle disparaît pendant dix ans de la scène pour se consacrer à ses études : « J'étais jeune, avec une vie stricte : école, lecture, piano... Mes parents pensaient que le métier d'actrice n'était pas stable et que seules les études importaient. La pression sociale a été forte, j'ai obéi ». Elle obtient un diplôme de commerce et travaille ensuite au Viêt Nam.

### Carrière
En 2001 après son mariage, Linh-Dan Pham s’installe à New York et y suit des cours à l'Actors Studio, puis elle apparaît dans des pièces de théâtre et publicités. Revenue en Europe (à Londres) vers 2005, elle reprend sa carrière de comédienne en France et enchaîne les tournages des films Les Mauvais Joueurs (sorti en 2005) de Frédéric Balekdjian, puis De battre mon cœur s'est arrêté (2005) de Jacques Audiard. Ce dernier film, dans lequel elle donne la réplique à Romain Duris, lui vaut le César du meilleur espoir féminin en 2006, treize ans après sa première nomination au même prix. Elle retrouve ensuite Régis Wargnier pour Pars vite et reviens tard (2007), puis apparaît dans des films comme Dante 01 (2008), Le Bruit des gens autour (2008) ou Tout ce qui brille (2010). Elle fait également de petites apparitions dans Ninja Assassin (2009) de James McTeigue et Mr. Nobody (2009) de Jaco Van Dormael. Dans Le Bal des actrices (2009) de Maïwenn, elle interprète son propre rôle, dans une scène inspirée de ses rapports avec sa propre famille.
En 2011, elle est membre du jury du Festival du film francophone d'Angoulême. Le président du jury en est l'acteur Vincent Perez, avec qui, près de vingt ans auparavant, elle avait partagé l'affiche d’Indochine.
Elle est à l’affiche de deux nouveaux films en 2013 : Les Yeux fermés de Jessica Palud ; Le Grand Méchant Loup de Nicolas et Bruno où elle joue aux côtés de Benoît Poelvoorde, Kad Merad, Fred Testot et Valérie Donzelli. 
En 2014, elle est également dans Divin Enfant d’Olivier Doran.
La même année, en les aidant à « donner vie au personnage de Kârinh », héroïne de la bande dessinée Revoir Paris, elle inspire ses auteurs, François Schuiten et Benoît Peeters (notamment connus pour la saga Les Cités obscures).
En 2020, elle rejoint le casting de la série Faites des gosses (sur France 2).
En 2023, elle interprète une impératrice chinoise dans Astérix et Obélix : L'Empire du Milieu, réalisé par Guillaume Canet.

### Vie privée
En 2000, Linh-Dan Pham épouse Andrew Huntley, un banquier d'affaires britannique rencontré à Hô Chi Minh-Ville.

## Filmographie

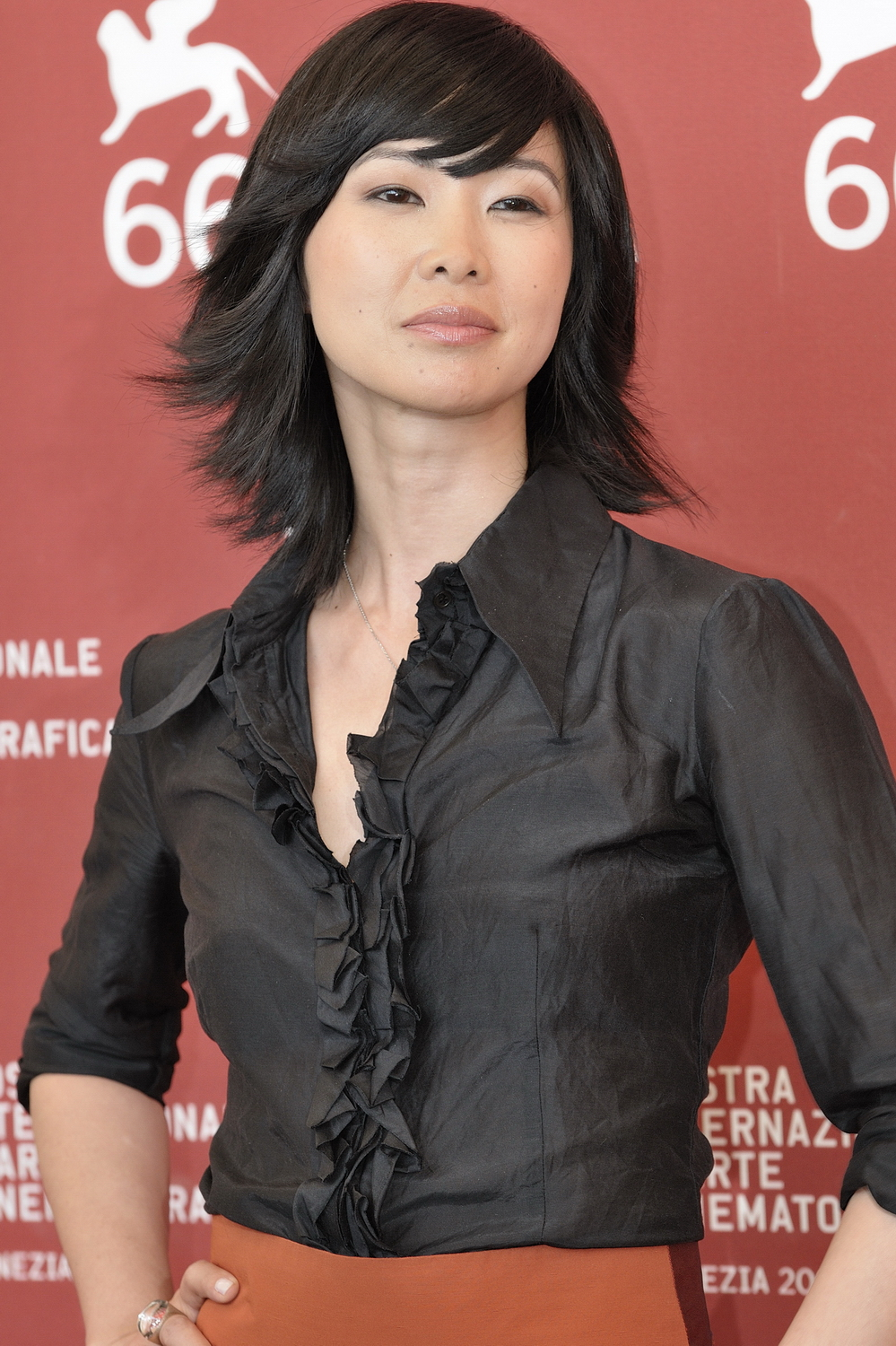
Linh-Dan Pham à la Mostra de Venise 2009.

### Cinéma
- 1992 : Indochine de Régis Wargnier : Camille
- 1994 : Jamila de Monica Teuber : Jamila
- 2005 : De battre mon cœur s'est arrêté de Jacques Audiard : Miao-Lin
- 2005 : Les Mauvais Joueurs de Frédéric Balekdjian : Lu Ann
- 2007 : Pars vite et reviens tard de Régis Wargnier : Camille
- 2008 : Dante 01 de Marc Caro : Elisa
- 2008 : Le Bruit des gens autour de Diastème : la spectatrice
- 2009 : Le Bal des actrices de Maïwenn : elle-même
- 2009 : Vertiges (Choi Voi) de Chuyen Bui Thac : Câm
- 2009 : Mr Nobody de Jaco Van Dormael : Jeanne
- 2009 : Ninja Assassin de James McTeigue : la jolie ninja
- 2010 : Tout ce qui brille de Géraldine Nakache et Hervé Mimran : Joan
- 2011 : De force de Frank Henry : Ahn
- 2011 : The Shape of Art to Come (court métrage) de Julien Levy
- 2012 : Zombie chéri (court métrage) de Jérôme Genevray : Aurore
- 2012 : Associés contre le crime de Pascal Thomas : Marie Van Dinh
- 2013 : Les Yeux fermés de Jessica Palud : Claire
- 2013 : Le Grand Méchant Loup de Nicolas et Bruno : Lia
- 2014 : Divin enfant d'Olivier Doran : Marie
- 2014 : The Innovators (court métrage) de Carmen Chaplin : Mic-Mac
- 2014 : Dépareillé (court métrage) de Michaël Pierrard
- 2015 : La Vie très privée de monsieur Sim de Michel Leclerc : Liam
- 2016 : Uchronia de Christophe Goffette : la secrétaire auto-téléportative
- 2019 : Allée des Jasmins (court métrage) de Stéphane Ly-Cuong : Loan
- 2020 : Qu'un sang impur... d'Abdel Raouf Dafri : Soua Ly-Yang
- 2021 : Blue Bayou de Justin Chon : Parker Nguyen
- 2021 : Comme un fleuve (court métrage) de Sandra Desmazières : Sao Maï (voix)
- 2023 : Astérix et Obélix : L'Empire du Milieu de Guillaume Canet : l'impératrice chinoise
- 2023 : Impatientes (court métrage) de Quentin Delcourt : Christine
- 2024 : Dans la cuisine des Nguyen de Stéphane Ly-Cuong : Truc Dao
- 2025 : Les Tourmentés de Lucas Belvaux : Madame
- 2025 : Kaamelott : Deuxième volet partie 1 d’Alexandre Astier : Vareznota

### Télévision
- 2000 : Making Love : Janet (épisode 12 Can Money Buy Love ? de Colin Cairnes)
- 2006 : Les Hommes de cœur : Nawin (épisode Nawin d'Édouard Molinaro)
- 2006 : Ma mère le véto (Tierärztin Dr. Mertens) : Chea San (épisode Angst um voi Nam de Mathias Luther)
- 2007 : This Life + 10 de Joe Ahearne : Me-Linh
- 2009 : Pigalle, la nuit (mini-série) de Hervé Hadmar et Marc Herpoux : Sinh, la pharmacienne
- 2014 : One Child (mini-série) de John Alexander : Pan Qianyi
- 2018 : Casualty : Anh Tran (saison 32, épisode 38)
- 2019-2020 : Faites des gosses (série) de Philippe Lefebvre : Meï
- 2019-2021 : Mytho (série) de Fabrice Gobert : Brigitte, la pharmacienne
- 2020 : J'ai 10 ans de Philippe Lefebvre : Meï
- 2021 : Or de lui (mini-série) de Baptiste Lorber : Sylvie
- 2022 : Une sur deux d'Ybao Benedetti : Je suis une sur deux
- 2024 : Last Days of the Space Age (série) : Sandy Bui

## Théâtre
- 2018 : Certaines n'avaient jamais vu la mer de Julie Otsuka, mise en scène Richard Brunel, Festival d'Avignon

## Distinctions

### Décoration
- [Quand ?] :  Chevalière de l'ordre des Arts et des Lettres [réf. nécessaire]

### Nominations
- 1993 : César du meilleur espoir féminin pour Indochine de Régis Wargnier

### Récompenses
- 2006 : César du meilleur espoir féminin pour De battre mon cœur s'est arrêté de Jacques Audiard